# Stephen Williams (cykelrytter)
Stephen Williams (født 9. juni 1996 i Aberystwyth) er en cykelrytter fra Wales, der er på kontrakt hos Israel-Premier Tech.